# Durchleitungsrecht

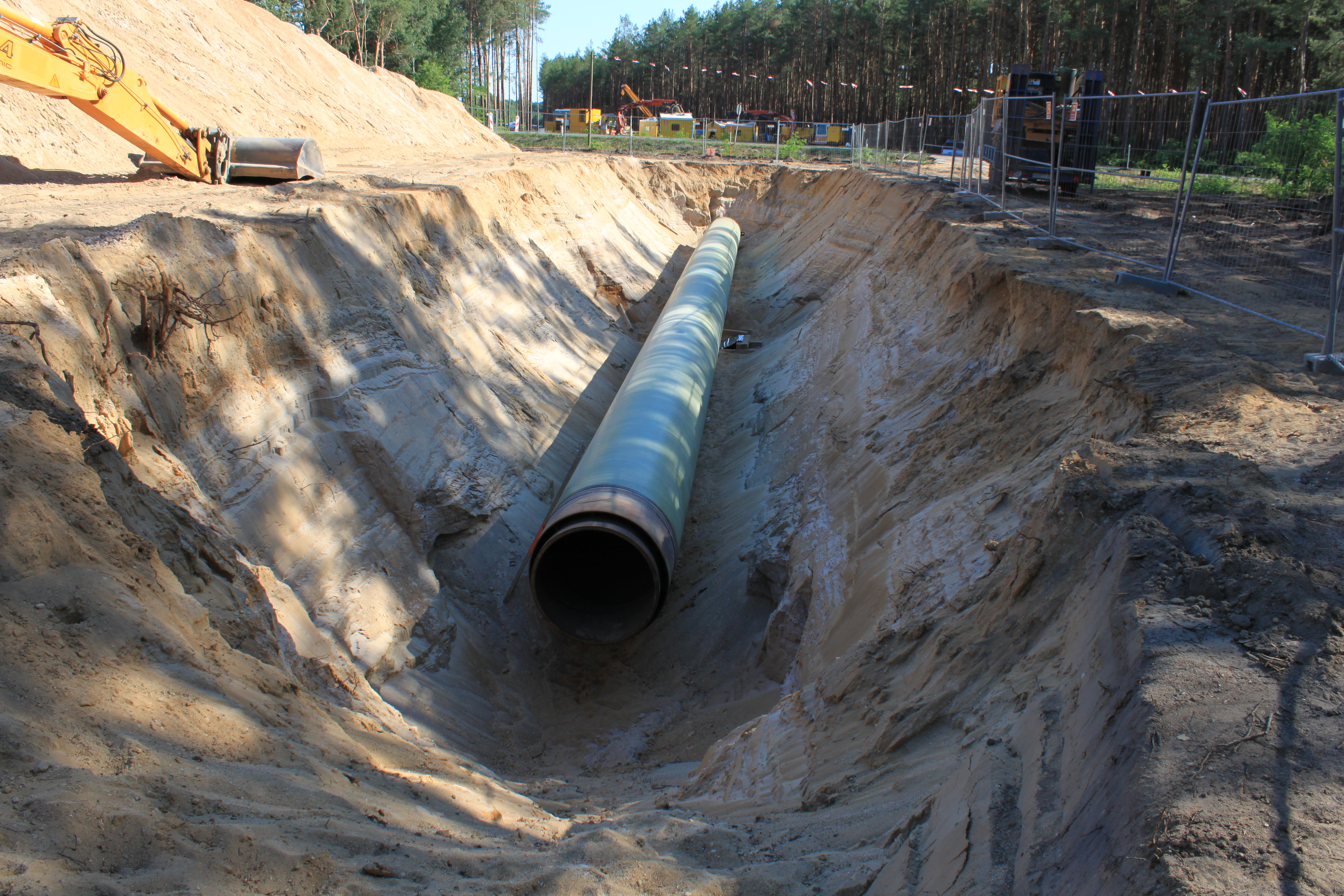
Unterirdische Leitung während der Verlegung

Ein Durchleitungsrecht ist ein Servitut des Schweizer Rechts. Es verpflichtet den Inhaber eines Grundstückes, eine Leitung durch sein Grundstück zu dulden, wenn ein anderes Grundstück sonst nicht oder nur mit unverhältnismässigem Aufwand erschlossen werden kann. Als Leitungen kommen Gas-, Wasser-/Abwasser-, Wärme- sowie elektrische Leitungen und – im Sinne teleologischer Auslegung – wohl auch Lichtwellenleiter in Frage.
Das Durchleitungsrecht ist ein Notrecht. Es soll verhindern, dass ein Grundstück von essentiellen Bedürfnissen aufgrund ungünstiger Lage abgeschnitten wird oder sich der Grundstückseigentümer mit überhöhten Preisen hierfür abfinden muss. Entsprechend steht es für luxuriöse Einrichtungen (beispielsweise einen Springbrunnen) nicht zur Verfügung. Ebenfalls nicht zur Verfügung steht das Durchleitungsrecht, wenn ein Enteignungsverfahren nach kantonalem oder Bundesrecht zur Verfügung steht.

## Formvorschriften
Zu seiner Gültigkeit bedarf das Durchleitungsrecht keines Grundbucheintrags. Stattdessen genügt ein öffentlich beurkundeter Vertrag, der – systemfremd – gutgläubigen Dritten entgegengehalten werden kann. Sowohl der Belastete wie der Berechtigte können allerdings verlangen, dass es – auf Kosten des Berechtigten – ins Grundbuch eingetragen wird.

## Ausdehnung der Anwendung
Bei Anlagen, die nicht als „Leitungen“ in einem engen Sinn verstanden werden können, votiert ein Teil der Lehre für eine analoge Anwendung der Norm. Voraussetzung hierfür ist, dass die Interessenlage des Berechtigten dieselbe ist. Dies kann beispielsweise Entwässerungsanlagen, wohl aber nicht Seilbahnen betreffen.